# 于立暄
于立暄，中华人民共和国政治人物、外交官。
1988年，担任中华人民共和国驻芬兰大使。1991年，由乔宗淮接任。